# Bitis inornata
Bitis inornata là một loài rắn trong họ Rắn lục. Loài này được Smith mô tả khoa học đầu tiên năm 1838.